# Brouwerij De Poes
Brouwerij De Poes is een Belgische brouwerij, opgericht in 2012 door Stijn David en gelegen in het West-Vlaamse Tielt.
De brouwerij is vooral gekend voor zijn Poes-bier en Tielts Kloosterbier.
Tijdens de eerste jaren werd het bier gebrouwen bij Brouwerij Deca in Woesten maar sinds 2016 is er ook een brouwerij in Tielt.